# Liriomyza cortesi
Liriomyza cortesi este o specie de muște din genul Liriomyza, familia Agromyzidae, descrisă de Spencer în anul 1982. Conform Catalogue of Life specia Liriomyza cortesi nu are subspecii cunoscute.